# 三羟甲基氨基甲烷
三羟甲基氨基甲烷（Tris(hydroxymethyl)aminomethane，常简称Tris）是有机化合物，分子式(HOCH2)3CNH2，广泛用于制备生物化学和分子生物学实验的缓冲液，如生物化学实验常用的TAE和TBE缓冲液（用于溶解核酸）都要用Tris。它有氨基，可与醛缩合反应。

## 缓冲特性
弱碱，室温（25℃）酸度係数8.1；根据缓冲理论，Tris缓冲液有效缓冲范围在酸醶值7.0到9.2之间；水溶液酸醶值10.5左右，一般加入盐酸调至所需pH值，即可获得该pH值的缓冲液，但同时应注意温度會影响Tris的pKa。
| 温度（℃） | 0    | 20   | 25   | 37   |
| pKa       | 8.76 | 8.20 | 8.06 | 7.72 |

### 衍生缓冲液
Tris缓冲液是弱碱，会脫去DNA的质子提高其溶解性。人们常在Tris盐酸缓冲液加入EDTA制成TE缓冲液，可用于稳定和储存DNA。将调节pH值的酸换成乙酸可获得TAE缓冲液（Tris/Acetate/EDTA），换成硼酸就可获得TBE缓冲液（Tris/Borate/EDTA）；这两种缓冲液通常用于核酸电泳实验。

## 制备
可由两步反应生成：先由硝基甲烷生成三羟甲基硝基甲烷（(HOCH2)3CNO2），再还原得到Tris。

## 用途
Tris缓冲液不仅广泛用作核酸和蛋白质的溶剂，还有许多重要用途：
- 用于不同pH条件下的蛋白质晶体生长[3]
- Tris缓冲液离子强度低，可用于形成线虫（C. elegans）核纤层蛋白（lamin）的中间纤维[4]
- 蛋白质电泳缓冲液主要成分之一
- 制备表面活性剂、硫化促进剂和一些药物的中间物
- 用作滴定标准